# Liste der Wirtschaftsminister von Sachsen-Anhalt
Dieser Artikel enthält eine Liste der Wirtschaftsminister von Sachsen-Anhalt.

## Wirtschaftsminister Sachsen-Anhalt (seit 1945)
| Name                                                           | Amtsantritt                     | Kabinett                | Partei                  |
| Minister für Wirtschaft                                        | Minister für Wirtschaft         | Minister für Wirtschaft | Minister für Wirtschaft |
| -------------------------------------------------------------- | ------------------------------- | ----------------------- | ----------------------- |
| Ernst Thape                                                    | 16. Juli 1945                   | Hübener I               | SPD/SED                 |
| Willy Dieker                                                   | Oktober 1945                    | Hübener I               | SED                     |
| Minister für Wirtschaft und Verkehr                            |                                 |                         |                         |
| Willy Dieker                                                   | 3. Dezember 1946                | Hübener II              | SED                     |
| Paul Lähne                                                     | April 1949                      | Hübener II              | SED                     |
| Minister für Wirtschaft                                        |                                 |                         |                         |
| Paul Lähne                                                     | 10. Oktober 1949                | Bruschke I              | SED                     |
| Minister für Wirtschaft, Industrie, Aufbau und Arbeit          |                                 |                         |                         |
| Kurt Opitz                                                     | 24. November 1950               | Bruschke II             | SED                     |
| Von 1952 bis 1990 existierte kein Land Sachsen-Anhalt          |                                 |                         |                         |
| Minister für Wirtschaft, Technologie und Verkehr               |                                 |                         |                         |
| Horst Rehberger                                                | 2. November 1990 4. Juli 1991   | Gies Münch              | FDP                     |
| Rainhard Lukowitz                                              | 15. Dezember 1993               | Bergner                 | FDP                     |
| Minister für Wirtschaft und Technologie                        |                                 |                         |                         |
| Jürgen Gramke                                                  | 21. Juli 1994                   | Höppner I               | SPD                     |
| Klaus Schucht                                                  | 31. Januar 1995                 | Höppner I               | SPD                     |
| Minister für Wirtschaft, Technologie und Europaangelegenheiten |                                 |                         |                         |
| Klaus Schucht                                                  | 24. September 1996 26. Mai 1998 | Höppner I Höppner II    | SPD                     |
| Minister für Wirtschaft und Technologie                        |                                 |                         |                         |
| Matthias Gabriel                                               | 1. Februar 1999                 | Höppner II              | SPD                     |
| Katrin Budde                                                   | 1. Februar 2001                 | Höppner II              | SPD                     |
| Minister für Wirtschaft und Arbeit                             |                                 |                         |                         |
| Horst Rehberger                                                | 16. Mai 2002                    | Böhmer I                | FDP                     |
| Reiner Haseloff                                                | 24. April 2006                  | Böhmer II               | CDU                     |
| Minister für Wissenschaft und Wirtschaft                       |                                 |                         |                         |
| Birgitta Wolff                                                 | 19. April 2011                  | Haseloff I              | CDU                     |
| Hartmut Möllring                                               | 22. April 2013                  | Haseloff I              | CDU                     |
| Minister für Wirtschaft, Wissenschaft und Digitalisierung      |                                 |                         |                         |
| Jörg Felgner                                                   | 25. April 2016                  | Haseloff II             | SPD                     |
| Armin Willingmann                                              | 16. November 2016               | Haseloff II             | SPD                     |
| Minister für Wirtschaft, Tourismus, Landwirtschaft und Forsten |                                 |                         |                         |
| Sven Schulze                                                   | 16. September 2021              | Haseloff III            | CDU                     |